# Abdoulaye Diallo
Abdoulaye Diallo (sinh ngày 30 tháng 3 năm 1992) là một cầu thủ bóng đá người Sénégal thi đấu cho Gençlerbirliği ở giải Süper Lig Thổ Nhĩ Kỳ và là thành viên của đội tuyển bóng đá quốc gia Sénégal.

## Sự nghiệp câu lạc bộ
Anh ra mắt chuyên nghiệp tại Ligue 1 cho Rennes khi mới 17 tuổi.

## Thống kê sự nghiệp

### Quốc tế
Tính đến 28 tháng 6 năm 2018
| Sénégal   | Sénégal | Sénégal |
| Năm       | Trận    | Bàn     |
| --------- | ------- | ------- |
| 2015      | 5       | 0       |
| 2016      | 4       | 0       |
| 2017      | 6       | 0       |
| 2018      | 2       | 0       |
| Tổng cộng | 17      | 0       |